# Ross Taylor
Ross Croft Taylor (Toronto, 26 april 1902 - Toronto, 3 mei 1984) was een Canadese ijshockeyspeler. 
Taylor won met de Toronto Graduates in 1927 de Allan Cup en mocht vanwege deze overwinning met zijn ploeg Canada vertegenwoordigen tijdens de Olympische Winterspelen 1928 in het Zwitserse Sankt Moritz. Taylor kwam in drie wedstrijden tot twee doelpunten en won de gouden medaille.